# ISO 22000
ISO 22000 är en standard för kvalitetsledning inom livsmedelsindustrin. Standarden ersätter tidigare nationella standarder och har varit i kraft sedan 2006. Utmärkande för standarden är arbetet med riskbaserad styrning enligt modellen HACCP.
Kort om ISO 22000:
- det omfattar alla led i livsmedelshanteringen
- det överbrygger bransch- och nationsgränser
- det fokuserar på ledningens ansvar
- det fokuserar på kommunikation
- det har en gemensam terminologi vilket effektiviserar och minskar risken för missförstånd/fel
- det syftar till att nå en maximal säkerhet till minimala kostnader.

Ledningssystem ISO 22000 
Med ett system som är ISO 22000-certifierat dokumenteras verksamhetens ledningssystem. Arbetet bygger på de internationellt accepterade HACCP-principerna. Certifieringen innebär även att spårbarheten säkras framåt och bakåt i livsmedelskedjan. Genom systematiserad styrning, bättre processer och minskning av fel i produktionen ökas effektiviteten. Ett ledningssystem enligt ISO 22000 är accepterat i de flesta livsmedelsrelaterade branscher i mer än 40 länder. Certifieringen medför också att verksamheten styrs med ett systematiskt perspektiv istället för ett produktorienterat perspektiv.
Med ett system som är ISO 22000-certifierat kan ett företag bygga upp ett förtroende för sin verksamhet och för sina produkter och tjänster.